# 사라-진 라브로스

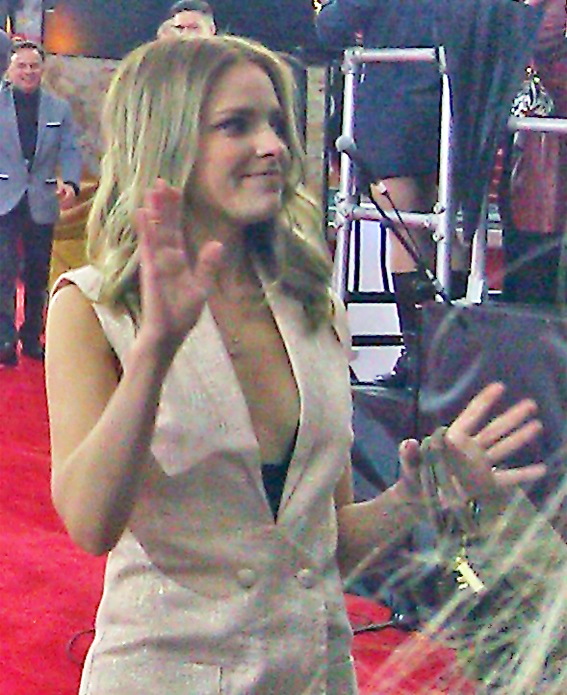

사라-진 라브로스(Sarah-Jeanne Labrosse, 1991년 8월 16일 ~ )는 캐나다의 영화배우, 텔레비전 배우이다.
몬트리올에서 태어났다.

## 영화
- 더 데스 앤 라이프 오브 존 F. 도노반 (2018년)
- 이케아 옷장에서 시작된 특별난 여행 (2018년) - 로즈 역
- 원 데이 마이 프린스 (2016년)
- 산드라 (2012년)
- Mr.스타벅 (2011년) - 줄리 역
- 피셰: 스카이 앤드 그라운드 (2010년)
- 더 트로츠키 (2009년)
- 이스턴 프라미스 (2007년) - 타티아나 역
- 굿 캅 배드 캅 (2006년)
- 오로라 (2005년)
- 휴먼 트래픽킹 (2005년)